# Bellovy laboratoře
Bellovy laboratoře (také známy jako Bell Labs a předtím jako AT&T Bell Laboratories a Bell Telephone Laboratories) je americká výzkumná a vývojová firma. Společnost se mimo jiné zasloužila o rozvoj radioastronomie, tranzistorů, laseru, fotovoltaického článku, charge-coupled device (CCD), teorie informace, operačního systému Unix a programovacích jazyků B, C, C++, S, SNOBOL, AWK, AMPL a dalších. V souvislosti s výzkumy s laboratořích bylo uděleno také více než deset Nobelových cen.
Laboratoře nejprve sídlily v New Yorku na Manhattannu. Postupně se začaly přesunovat mimo ruch velkoměsta, v roce 1967 bylo i samotné sídlo přesunuto do Murray Hill v New Jersey. Od roku 2016 patří pod Nokii. 

## Původ a dějiny lokality
Bell Telephone Laboratories založil v roce 1925 Walter Gifford, který se později stal prezidentem AT&T, jako samostatný celek, který by převzal práci vedenou Western Electric’s engineering. Vlastnictví Bell Labs bylo rovnoměrně rozděleno mezi AT&T a Western Electric. Jeho nejdůležitější prací bylo navrhovat a podporovat vybavení Western Electric. Někteří pracovníci byli přiděleni do hlavního výzkumu, který přitahoval velkou pozornost.
Mezi historická místa Bellových laboratoří v New Jersey patřila Crawford Hill, Deal, Freehold, Holmdel, Lincroft, Long Branch, Middletown, Murray Hill, Princeton, Piscataway, Red Bank a Whippany. Z nichž Crawford Hill, Holmdel, Murray Hill, a Whippany zůstala. Největší pobočka vyrostla v Illinois, v Naperville-Lisle, s 11 000 zaměstnanci. Zařízení byla v Columbusu ve státě Ohio, Allentown a Breinigsville v Pensylváni, dále Westminster v Coloradu. Od roku 2001 bylo postupně mnoho poboček a laboratoří zcela uzavřeno.

## Objevy
Na svém vrcholu byly Bellovy laboratoře předním zařízením tohoto typu, vyvíjející rozsáhlou paletu revolučních technologií, zkoumající radiovou astronomii, tranzistor, laser, informační teorii, operační systém UNIX, a programovací jazyk C. Bylo jim uděleno 9 Nobelových cen:
- 1937 Clinton J. Davisson obdržel Nobelovu cena za fyziku za demonstraci vlnových vlastností částic.
- 1956 John Bardeen, Walter H. Brattain a William Shockley dostali Nobelovu cenu za fyziku za vynález tranzistoru.
- 1977 Philip W. Anderson obdržel Nobelovu cenu za fyziku za své teorie v oblasti elektronické struktury magnetického a chaotického uspořádání.
- 1978 Arno A. Penzias obdržel sdílenou Nobelovu cenu za fyziku za objev reliktního záření.
- 1997 Steven Chu obdržel sdílenou Nobelovu cenu za svoji práci na laserovém ochlazování.
- 1998 Horst Störmer, Robert Laughlin, a Daniel Tsui obdrželi Nobelovu cenu za fyziku za jejich práci o zlomkovitém kvantovém Hallově jevu.
- 2009 Willard S. Boyle a George E. Smith získali Nobelovu cenu za fyziku za vynález CCD čipu.
- 2014 Eric Betzig získal sdílenou Nobelovu cena za chemii za svou práci na fluorescenční superrozlišovací mikroskopie.
- 2018 Arthur Ashkin získal sdílenou Nobelovu cenu za fyziku za práci na „laserové pinzetě“.

### 1920
Během svého prvního roku působení poprvé veřejně demonstrovaly Bellovy laboratoře fax.

### 1930
Ve 30. letech Karl Jansky prokázal, že zdroj rádiového rušení je bezpečně mimo Zemi, neboť vychází ze středu Mléčné dráhy v souhvězdí Střelce. Badatelé Clinton Davisson a George Paget Thomson získali Nobelovu cenu za fyziku.Vědci zjistili, že elektrony se mohou ohýbat stejně jako světelné vlny.

### 1940
Na počátku roku 1940 vynalezl Russell Ohl fotočlánek. V roce 1943 výzkumníci Bellovy laboratoře vytvořili SIGSALY, jedná se o systém rozšířeného spektra. V roce 1947 vynalezli John Bardeen, William Bradford Shockley a Walter Houser Brattain tranzistor, který je považován za jeden z nejdůležitějších vynálezů Bellových laboratoří.

#### Kalkulátory
- Model I – Complex Number Calculator – leden 1940, pro počítání s komplexními čísly, jehož autory jsou Samuel Williams a George Stibitz
- Model II – Relay Calculator nebo také Relay Interpolator- září 1943
- Model III – Ballistic Computer- červen 1944
- Model IV – Bell Laboratories Relay Calculator- březen 1945
- Model V – Bell Laboratories General Purpose Relay Calculator – byly zkonstruovány dva: první v červenci roku 1946 a druhý v únoru roku 1947
- Model VI – listopad 1950, rozšíření Modelu V

### 1950
V roce 1950 bylo méně vynálezů a na straně vědců byla sponzorována menší aktivita.

### 1960
V roce 1960 Dawon Kahng a Martin Atalla vynalezli MOSFET(Metal Oxide Semiconductor FET) je polem řízený tranzistor.V roce 1962 vynalezli Gerhard M. Sessler a James Edward Maceo West elektretový mikrofon. V roce 1964 Kumar Patel sestrojil první výkonný laser s oxidem uhličitým jako aktivní látkou.

### 1970
V roce 1972 Dennis Ritchie vyvinul programovací jazyk C, pro psaní v operačním systému UNIX.

### 1980
V roce 1982 objevili Horst Störmer a bývalí badatelé Bellových laboratoří Robert B. Laughlin a Daniel C. Tsui zlomkovitý kvantový Hallův jev. Za tento objev získali v roce 1998 Nobelovu cenu za fyziku. V roce 1983 Bjarne Stroustrup vyvinul programovací jazyk C++, který byl rozšířením programovacího jazyka C, vyvinutého Bellovými laboratořemi v roce 1970.

### 1990
V roce 1994 vynalezl Federico Capasso a jeho spolupracovníci kaskádní laser. Ve stejném roce přišel Peter Shor s kvantovým algoritmem faktorizace.

### 2000
V roce 2003 byla v Murray Hill v New Jersey vytvořena nanotechnologická laboratoř. V roce 2005 se Dr. Jeong Kim, dřívější prezident Lucent's Optical Network Group, stal presidentem Bellových laboratoří. V dubnu roku 2006 podepsala firma Lucent Technologies, která je mateřskou společností Bellových laboratoří, smlouvu o sjednocení s firmou Alcatel.